# Helmer Wøldike
Helmer Andreas Fabricius Wøldike (25. september 1913 på Stendalgård, Vium Sogn – 12. juni 1944 i Ryvangen) var en dansk modstandsmand.
Helmer Wøldike arbejdede fra 1931 som kreditforeningsassistent i Viborg, var finlandsfrivillig og var under besættelsen leder af Viborg-Stoholm-gruppen (Birkesøgruppen) organiseret af Dansk Samling. 13. januar 1944 blev hele gruppen afsløret og arresteret af Gestapo, og efterfølgende blev Wøldike som gruppeleder dømt til døden og henrettet i Ryvangen den 12. juni 1944. Hans lig blev efter befrielsen fundet der. Han blev begravet på Asmild Kirkegård ved Viborg, og er i Mindelunden i Ryvangen mindet med en mindetavle.
Wøldike blev gift 15. juni 1943 med Vibeke Lose Andersen-Kjær, datter af Anton Andersen-Kjær og Jutta Augusta Lose. Parret havde en datter, Helle Fabricius Wøldike, som er i et forhold med forfatteren Arthur Krasilnikoff.